# Goo
Goo är ett musikalbum av Sonic Youth som släpptes den 26 juni 1990. En uppdaterad version av skivan släpptes under 2005.
Goo var det första albumet gruppen släppte på skivbolaget Geffen Records som de nyligen skrivit kontrakt för. 
Omslaget består av en illustration av Raymond Pettibon  som baseras på ett paparazzifoto av Maureen Hindley och hennes första make David Smith, vittnen i åtalet mot seriemördarna Ian Brady och Myra Hindley, när de kör till rättegången 1966.
Den handskrivna texten på bilden är: "I stole my sister's boyfriend. It was all whirlwind, heat, and flash. Within a week we killed my parents and hit the road."

## Låtlista
1. Dirty Boots
2. Tunic (Song for Karen)
3. Mary-Christ
4. Kool Thing
5. Mote
6. My Friend Goo
7. Disappearer
8. Mildred Pierce
9. Cinderella's Big Score
10. Scooter and Jinx
11. Titanium Exposé